# Alex Biega
Alex Biega, född 4 april 1988, är en kanadensisk professionell ishockeyspelare som spelar för Nashville Predators i NHL.
Han har tidigare spelat på NHL-nivå för Toronto Maple Leafs, Detroit Red Wings och Vancouver Canucks på lägre nivåer för Toronto Marlies, Utica Comets, Portland Pirates och Rochester Americans i AHL och Harvard Crimson (Harvard University) i National Collegiate Athletic Association (NCAA).
Biega draftades i femte rundan i 2006 års draft av Buffalo Sabres som 147:e spelare totalt.

## Privatliv
Alex Biega är äldre bror till ishockeyspelaren Danny Biega som tidigare spelat för Carolina Hurricanes.

## Statistik
| 2003–2004   | Lions de West Island | LHMAAAQ     | 37  | 7  | 17 | 24  | 58  | —  | — | — | —  | —  |
| 2004–2005   | Salisbury Knights    |             | 27  | 9  | 22 | 31  | 45  | —  | — | — | —  | —  |
| 2005–2006   | Salisbury Knights    |             | 28  | 10 | 17 | 27  | 51  | —  | — | — | —  | —  |
| 2006–2007   | Harvard Crimson      | NCAA        | 33  | 6  | 12 | 18  | 36  | —  | — | — | —  | —  |
| 2007–2008   | Harvard Crimson      | NCAA        | 34  | 3  | 19 | 22  | 28  | —  | — | — | —  | —  |
| 2008–2009   | Harvard Crimson      | NCAA        | 31  | 4  | 16 | 20  | 50  | —  | — | — | —  | —  |
| 2009–2010   | Harvard Crimson      | NCAA        | 33  | 2  | 8  | 10  | 30  | —  | — | — | —  | —  |
| 2010–2011   | Portland Pirates     | AHL         | 61  | 3  | 15 | 18  | 52  | 12 | 1 | 1 | 2  | 6  |
| 2011–2012   | Rochester Americans  | AHL         | 65  | 5  | 18 | 23  | 47  | 2  | 0 | 2 | 2  | 6  |
| 2012–2013   | Rochester Americans  | AHL         | 72  | 5  | 20 | 25  | 59  | 3  | 0 | 2 | 2  | 2  |
| 2013–2014   | Utica Comets         | AHL         | 73  | 3  | 19 | 22  | 53  | —  | — | — | —  | —  |
| 2014–2015   | Vancouver Canucks    | NHL         | 7   | 1  | 0  | 1   | 0   | —  | — | — | —  | —  |
|             | Utica Comets         | AHL         | 62  | 3  | 16 | 19  | 24  | —  | — | — | —  | —  |
| 2015–2016   | Vancouver Canucks    | NHL         | 51  | 0  | 7  | 7   | 22  | —  | — | — | —  | —  |
|             | Utica Comets         | AHL         | 14  | 1  | 5  | 6   | 8   | —  | — | — | —  | —  |
| 2016–2017   | Vancouver Canucks    | NHL         | 36  | 0  | 3  | 3   | 18  | —  | — | — | —  | —  |
|             | Utica Comets         | AHL         | 1   | 0  | 0  | 0   | 2   | —  | — | — | —  | —  |
| 2017–2018   | Vancouver Canucks    | NHL         | 44  | 1  | 8  | 9   | 32  | —  | — | — | —  | —  |
| NHL totalt  | NHL totalt           | NHL totalt  | 138 | 2  | 18 | 20  | 72  | —  | — | — | —  | —  |
| AHL totalt  | AHL totalt           | AHL totalt  | 348 | 20 | 93 | 113 | 245 | 40 | 1 | 9 | 10 | 30 |
| NCAA totalt | NCAA totalt          | NCAA totalt | 131 | 15 | 55 | 70  | 144 | —  | — | — | —  | —  |